# Pontoy
Pontoy là một xã trong vùng Grand Est, thuộc tỉnh Moselle, quận Metz-Campagne, tổng Verny. Tọa độ địa lý của xã là 49° 01' vĩ độ bắc, 06° 17' kinh độ đông. Pontoy nằm trên độ cao trung bình là 300 mét trên mực nước biển, có điểm thấp nhất là 222 mét và điểm cao nhất là 315 mét. Xã có diện tích 10,12 km², dân số vào thời điểm 2005 là 439 người; mật độ dân số là 43,5 người/km².

## Thông tin nhân khẩu
| 1962 | 1968 | 1975 | 1982 | 1990 | 1999 |
| ---- | ---- | ---- | ---- | ---- | ---- |
| 158  | 165  | 175  | 349  | 436  | 448  |